# Cadet d'eau douce
Pour plus de détails, voir Fiche technique et Distribution.
Cadet d'eau douce (Steamboat Bill, Jr.) est un film américain muet de Buster Keaton et Charles Reisner sorti en 1928.

## Synopsis
Le jeune William Canfield, de retour de la ville où il a fait ses études, retrouve son père marinier sur le Mississippi. Celui-ci possède un vieux rafiot, le Steamboat Bill. William tombe amoureux de Kitty, la fille du riche propriétaire de la compagnie de navigation concurrente, au grand désespoir de son père.

## Fiche technique
- Titre : Cadet d'eau douce
- Titre original : Steamboat Bill, Jr.
- Réalisation : Charles Reisner et Buster Keaton (non crédité)
- Scénario : Carl Harbaugh
- Photographie : Devereaux Jennings et Bert Haines
- Production : Joseph M. Schenck
- Société de production : Buster Keaton Comedies
- Société de distribution : United Artists Corporation
- Pays de production :  États-Unis
- Format : noir et blanc — 35 mm — 1,33:1
- Langue : film muet intertitres anglais
- Genre : comédie dramatique et action
- Durée : 71 minutes
- Dates de sortie :
  - États-Unis : 20 mai 1928
  - France : 1928

## Distribution
- Buster Keaton : William Canfield Jr
- Tom McGuire : J.J. King
- Ernest Torrence : William Canfield Sr, le père
- Tom Lewis : Tom Carter
- Marion Byron : Marion Kitty King
- James T. Mack :

## Parodie
Le film a fait l'objet d'une parodie sous forme de dessin animé de Mickey Mouse sous le titre Steamboat Willie, sorti en novembre 1928.